# Seznam kamenů zmizelých v Jihomoravském kraji

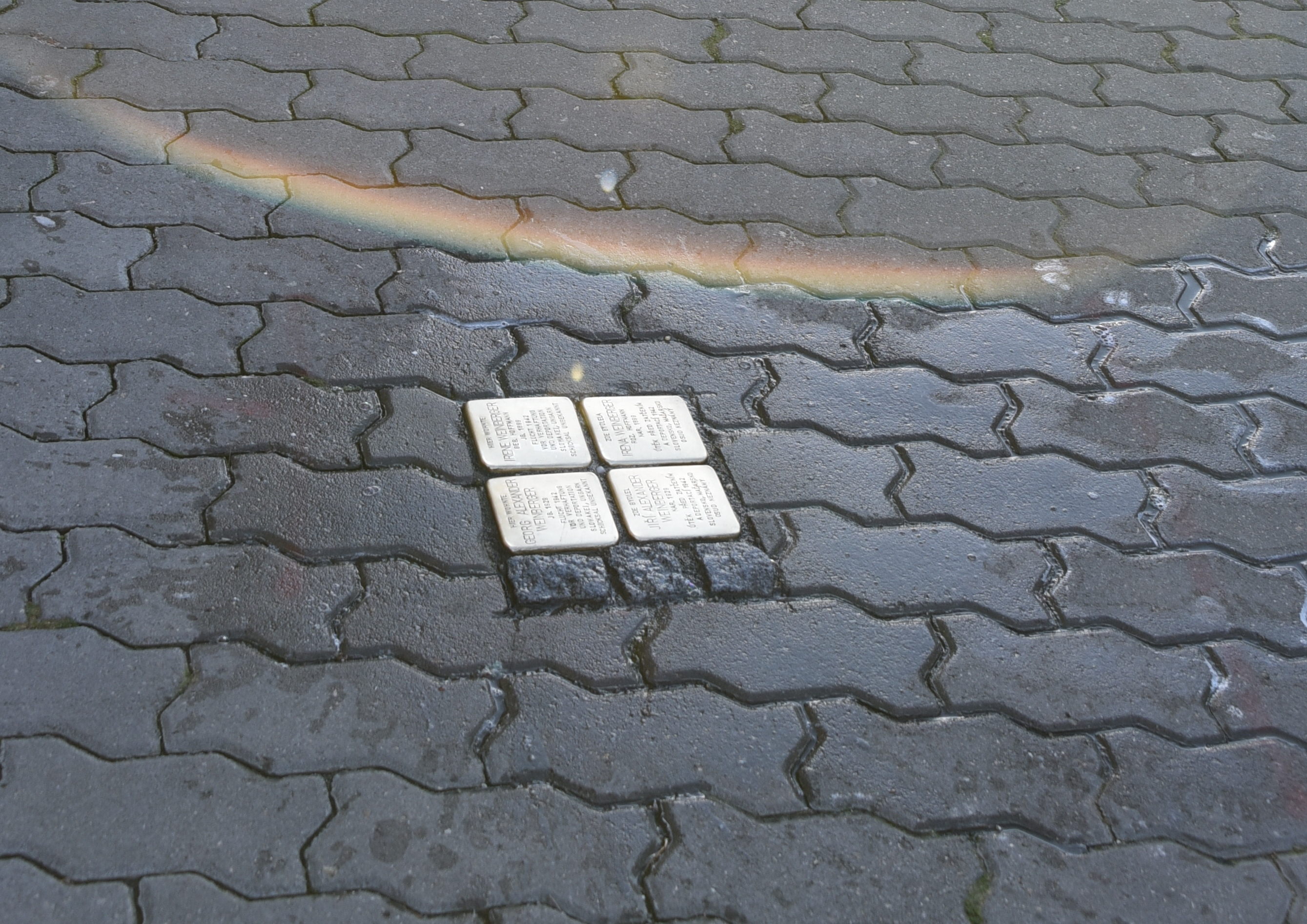
Stolpersteine ve Znojmě

Seznam kamenů zmizelých v Jihomoravském kraji obsahuje pamětní kameny obětem nacismu v Jihomoravském kraji. Jsou součástí celoevropského projektu Stolpersteine německého umělce Guntera Demniga. Kameny zmizelých jsou věnovány osudu těch, kteří byli nacisty deportováni, vyhnáni, zavražděni nebo spáchali sebevraždu.
První kameny v Jihomoravském kraji byly položeny 9. června 2010 v Brně.

## Brno
V Brně se nachází tyto kameny zmizelých:
| Obrázek | Nápis | Bydliště                                                       | Jméno, život |
| ------- | --- | -------------------------------------------------------------- | --- |
|         | ZDE ŽIL HEINRICH ALEFANZ NAR. 19.7,1927 DEPORTOVÁN 2.12.1941 DO TEREZÍNA ZAVRAŽDĚN 1942 V LUBLINU                                               | Brno, Plotní 31 49°11′9″ s. š., 16°37′5″ v. d.                 | Heinrich Alefanz |
|         | ZDE ŽIL WOLF ALEFANZ NAR. 15.3.1893 DEPORTOVÁN 2.12.1941 DO TEREZÍNA ZAVRAŽDĚN 28.8.1942 V MAJDANKU                                             | Brno, Plotní 31 49°11′9″ s. š., 16°37′5″ v. d.                 | Wolf Alefanz |
|         | ZDE ŽILA ELSA ALEFANZOVÁ ROZ. LEKNEROVÁ NAR. 28.2.1899 DEPORTOVÁNA 2.12.1941 DO TEREZÍNA ZAVRAŽDĚNA 1942 V LUBLINU                              | Brno, Plotní 31 49°11′9″ s. š., 16°37′5″ v. d.                 | Elsa Alefanzová, rozená Leknerová |
|         | ZDE ŽILA KAMILA BARDACHOVÁ ROZ. GRÜNWALDOVÁ NAR. 5.11.1880 DEPORTOVÁNA 26.11.1941 DO MINSKA ZAVRAŽDĚNA 1941 V MINSKU                            | Brno, náměstí Svobody 77/12 49°11′40″ s. š., 16°36′33″ v. d.   | Kamila Bardachová |
|         | ZDE ŽILA MARKÉTA BARDACHOVÁ ROZ. GOLDMANNOVÁ NAR. 29.8.1902 DEPORTOVÁNA 28.1.1942 DO TEREZÍNA ZAVRAŽDĚNA 1942 V LUBLINU                         | Brno, náměstí Svobody 77/12 49°11′40″ s. š., 16°36′33″ v. d.   | Markéta Bardachová |
|         | ZDE ŽIL Ing. VOJTĚCH BENEŠ NAR. 4.8.1892 VĚZNĚN DACHAU A BUCHENWALD ZAVRAŽDĚN 14.11.1943 V HOHENASPERGU                                         | Brno, Pisárecká 1/03 49°11′35″ s. š., 16°34′10″ v. d.          | Ing. Vojtěch Beneš |
|         | ZDE ŽIL Ing. Arch. HEINRICH BLUM NAR. 16.1.1894 DEPORTOVÁN 4.4.1942 DO TEREZÍNA ZAVRAŽDĚN 1942 V IZBICI                                         | Brno, Veveří 77 49°12′20″ s. š., 16°35′37″ v. d.               | Ing. Arch. Heinrich Blum |
|         | ZDE ŽIL WILLI BONDI NAR. 1897 ZATČEN A VĚZNĚN ZAVRAŽDĚN 1941 V OSVĚTIMI                                                                         | Brno, třída Kpt. Jaroše 18/01 49°12′10″ s. š., 16°36′40″ v. d. | Wilhelm "Willi" Bondi |
|         | ZDE ŽIL ARNOŠT BONDY NAR. 18.4.1892 DEPORTOVÁN 26.11.1941 DO MINSKA ZAVRAŽDĚN 1941 V MINSKU                                                     | Brno, Cejl 17 49°11′50″ s. š., 16°37′2″ v. d.                  | Arnošt Bondy |
|         | ZDE ŽILA RUDOLFÍNA BONDYOVÁNAR. 27.4.1897 ROZ. LOEWY DEPORTOVÁNA 26.11.1941 DO MINSKA ZAVRAŽDĚNA 1941 V MINSKU                                  | Brno, Cejl 17 49°11′50″ s. š., 16°37′2″ v. d.                  | Rudolfína Bondyová, rozená Loewy |
|         | ZDE ŽILA IRENA BRENDLOVÁ ROZ. BARDACHOVÁ NAR. 22.2.1907 DEPORTOVÁNA 26.11.1941 DO MINSKA ZAVRAŽDĚNA 1941 V MINSKU                               | Brno, náměstí Svobody 77/12 49°11′40″ s. š., 16°36′33″ v. d.   | Irena Brendlová |
|         | ZDE ŽIL Ing. VÁCLAV BUREŠ NAR. 26.10.1898 ZATČEN 30.9.1941 ZAVRAŽDĚN 8.10.1941 V BRNĚ                                                           | Brno, Burešova 10 49°12′20″ s. š., 16°36′15″ v. d.             | Ing. Václav Bureš |
|         | ZDE ŽILA JUDr. GERTRUDA DEUTSCHOVÁ NAR. 29.4.1909 ROZ. STERNOVÁ DEPORTOVÁNA 8.4.1942 DO TEREZÍNA ZAVRAŽDĚNA 1944 V OSVĚTIMI                     | Brno, Antonína Slavíka 9/02 49°12′17″ s. š., 16°36′53″ v. d.   | JUDr. Gertruda Deutschová, rozená Sternová |
|         | ZDE ŽIL FRANTIŠEK GEISLER NAR. 25.7.1918 PADL V BOJI 18.9.1944 V DUKELSKÉM PRŮSMYKU                                                             | Brno, Veveří 75/01 49°12′19″ s. š., 16°35′38″ v. d.            | František Geisler poručík 1. ČSL arm. sboru inženýr Vysoké školy zemědělské in memoriam, kapitán in memoriam |
|         | ZDE ŽIL ARMIN GRÜNWALD NAR. 11.1.1895 DEPORTOVÁN 28.1.1942 DO TEREZÍNA ZAVRAŽDĚN 1942 V IZBICI                                                  | Brno, náměstí Svobody 77/12 49°11′40″ s. š., 16°36′33″ v. d.   | Armin Grünwald |
|         | ZDE ŽILA MALVÍNA HADEROVÁ ROZ. GRÜNWALDOVÁ NAR. 27.4.1888 DEPORTOVÁNA 28.1.1942 DO TEREZÍNA ZAVRAŽDĚNA 1942 V IZBICI                            | Brno, náměstí Svobody 77/12 49°11′40″ s. š., 16°36′33″ v. d.   | Malvína Haderová |
|         | ZDE ŽIL MAX HANÁK NAR. 20.6.1880 DEPORTOVÁN 16.11.1941 DO MINSKA ZAVRAŽDĚN 1941 V MINSKU                                                        | Brno, Josefská 425/25 49°11′30″ s. š., 16°36′40″ v. d.         | Max Hanák |
|         | ZDE ŽIL LEOPOLD HERZOG NAR. 1876 DEPORTOVÁN 1941 DO TEREZÍNA ZAVRAŽDĚN 1943 TAMTÉŽ                                                              | Brno, Orlí 480/7 49°11′36″ s. š., 16°36′38″ v. d.              | Leopold Herzog |
|         | ZDE ŽILA EMMA HERZOGOVÁ ROZ. TELLER NAR. 1884 DEPORTOVÁNA 1941 DO TEREZÍNA ZAVRAŽDĚNA 1944 TAMTÉŽ                                               | Brno, Orlí 480/7 49°11′36″ s. š., 16°36′38″ v. d.              | Emma Herzogová |
|         | ZDE ŽIL plk. JAN CHALUPA PILOT 310.STÍHACÍ PERUTĚ RAF NAR. 5.5.1919 ZEMŘEL 16.10.1940 V ELY RAILWAY                                             | Brno, Veveří 14/01 49°11′58″ s. š., 16°36′9″ v. d.             | Jan Chalupa plukovník in memoriam |
|         | ZDE ŽIL LADISLAV JANDÁSEK NAR. 19.11.1887 VĚZNĚN V BRNĚ 1941 DEPORTOVÁN 11.6.1942 DO OSVĚTIMI ZAVRAŽDĚN 5.9.1942 V OSVĚTIMI                     | Brno, Soukopova 529/4 49°12′0″ s. š., 16°34′49″ v. d.          | Ladislav Jandásek |
|         | ZDE ŽIL pplk. ČESTMÍR JELÍNEK NAR. 19.9.1902 ZATČEN 20.11.1939 POPRAVEN 19.8.1942 V BERLÍNĚ PLÖTZENSEE                                          | Brno, Domažlická 10/01 49°12′55″ s. š., 16°35′55″ v. d.        | pplk. Čestmír Jelínek |
|         | ZDE ŽIL PAVEL JERAL NAR. 15.7.1890 DEPORTOVÁN 29.3.1942 DO TEREZÍNA 25.5.1942 DO LUBLINU ZAVRAŽDĚN 1942 V LUBLINU                               | Brno, Lidická 14 49°12′5″ s. š., 16°36′28″ v. d.               | Pavel Jeral |
|         | ZDE ŽIL RICHARD JERAL NAR. 20.12.1927 DEPORTOVÁN 29.3.1942 DO TEREZÍNA 25.5.1942 DO LUBLINU ZAVRAŽDĚN 1942 V LUBLINU                            | Brno, Lidická 14 49°12′5″ s. š., 16°36′28″ v. d.               | Richard Jeral |
|         | ZDE ŽILA MARGITA JERALOVÁ NAR. 29.4.1896 DEPORTOVÁNA 29.3.1942 DO TEREZÍNA 25.5.1942 DO LUBLINU ZAVRAŽDĚNA 1942 V LUBLINU                       | Brno, Lidická 14 49°12′5″ s. š., 16°36′28″ v. d.               | Margita Jeralová, rozená Kleinová |
|         | ZDE ŽILA SYLVA JERALOVÁ NAR. 13.6.1924 DEPORTOVÁNA 29.3.1942 DO TEREZÍNA 25.5.1942 DO LUBLINU ZAVRAŽDĚNA 1942 V LUBLINU                         | Brno, Lidická 14 49°12′5″ s. š., 16°36′28″ v. d.               | Sylva Jeralová |
|         | ZDE ŽILA SIDONIE KAUFMANNOVÁ NAR. 8.3.1875 DEPORTOVÁNA 1942 DO TEREZÍNA ZAVRAŽDĚNA 1942 V LUBLINU                                               | Brno, třída Kpt. Jaroše 37 49°12′13″ s. š., 16°36′37″ v. d.    | Sidonie Kaufmannová |
|         | ZDE ŽILA EMMA KLEINOVÁ NAR. 24.3.1873 DEPORTOVÁNA 4.4.1942 DO TEREZÍNA ZAVRAŽDĚNA 1942 V TEREZÍNĚ                                               | Brno, Antonína Slavíka 9/03 49°12′17″ s. š., 16°36′53″ v. d.   | Emma Kleinová |
|         | ZDE ŽIL PhDr. JOSEF KUDELA NAR. 27.5.1886 ZATČEN 30.9.1941 DEPORTOVÁN 5.3.1942 DO OSVĚTIMI ZAVRAŽDĚN 23.3.1942 V OSVĚTIMI                       | Brno, Klácelova 10 49°12′0″ s. š., 16°34′52″ v. d.             | PhDr. Josef Kudela |
|         | ZDE ŽIL JUDr. JOSEF NEJEDLÍK NAR. 28.12.1909 ZATČEN 15.6.1940 ZEMŘEL 15.1.1942 V OSVĚTIMI                                                       | Brno, Tichého 12/01 49°12′23″ s. š., 16°34′46″ v. d.           | Josef Nejedlík |
|         | ZDE ŽIL VIKTOR OPPENHEIMER NAR. 2.5.1877 DEPORTOVÁN 28.1.1942 DO TEREZÍNA ZAVRAŽDĚN 1943 TAMTÉŽ                                                 | Brno, Masarykova 407/22 49°11′32″ s. š., 16°36′37″ v. d.       | Viktor Oppenheimer |
|         | ZDE ŽILA ELIŠKA OPPENHEIMEROVÁ NAR. 12.3.1881 DEPORTOVÁNA 28.1.1942 DO TEREZÍNA ZAVRAŽDĚNA 1942 VE VARŠAVĚ                                      | Brno, Masarykova 407/22 49°11′32″ s. š., 16°36′37″ v. d.       | Eliška Oppenheimerová |
|         | ZDE ŽIL RICHARD PEŘINA NAR. 2.4.1914 ZATČEN 19.5.1940 ZEMŘEL 26.9.1945 V OBERKAUFUNGU U KASSELU                                                 | Brno, Kotlářská 8/01 49°12′21″ s. š., 16°35′55″ v. d.          | Richard Peřina Odchovanec brněnského Sokola a konstruktér ve Zbrojovce, který se zapojil do odbojové organizace Obrana národa. V říjnu 1942 odsouzen na 10 let vězení. Zemřel po skočení války na tuberkulózu. V roce 1947 mu byl udělen Československý válečný kříž 1939 in memoriam. |
|         | ZDE ŽIL KAREL SCHIMMERLING NAR. 8.10.1886 DEPORTOVÁN 28.1.1942 DO TEREZÍNA 16.10.1944 DO OSVĚTIMI ZAVRAŽDĚN 1944 V OSVĚTIMI                     | Brno, Botanická 36/01 49°12′23″ s. š., 16°36′3″ v. d.          | Karel Schimmerling |
|         | ZDE ŽILA RŮŽENA SCHIMMERLINGOVÁ ROZ. IPPENOVÁ NAR. 23.10.1893 DEPORTOVÁNA 28.1.1942 DO TEREZÍNA ZAVRAŽDĚNA 20.2.1944 V TEREZÍNĚ                 | Brno, Botanická 36/01 49°12′23″ s. š., 16°36′3″ v. d.          | Růžena Schimmerlingová, rozená Ippenová |
|         | ZDE ŽILA LEONTINA SCHÖNHAUSEROVÁROZ. KAUFMANNOVÁ NAR. 6.4.1877 DEPORTOVÁNA 31.3.1942 DO TEREZÍNA 23.4.1942 DO LUBLINU ZAVRAŽDĚNA 1942 V LUBLINU | Brno, třída Kpt. Jaroše 37 49°12′13″ s. š., 16°36′37″ v. d.    | Leontine Schönhauserová, rozená Kaufmannová |
|         | ZDE ŽIL KAREL SINEK NAR. 15.1.1876 DEPORTOVÁN 31.3.1942 DO TEREZÍNA 16.10.1944 DO OSVĚTIMI ZAVRAŽDĚN 1944 V OSVĚTIMI                            | Brno, Mášova 23a/02 49°12′6″ s. š., 16°36′18″ v. d.            | Karel Sinek |
|         | ZDE ŽILA HILDA SINKOVÁ ROZ. SINEK NAR. 18.2.1887 DEPORTOVÁNA 31.3.1942 DO TEREZÍNA 27.4.1942 DO IZBICI ZAVRAŽDĚNA 1942 V IZBICI                 | Brno, Mášova 23a/02 49°12′6″ s. š., 16°36′18″ v. d.            | Hilda Sinková, rozená Sinek |
|         | ZDE ŽIL CORNELIUS STRACH NAR. 1.7.1874 DEPORTOVÁN 31.3.1942 DO TEREZÍNA ZAVRAŽDĚN 1944 V OSVĚTIMI                                               | Brno, Orlí 483/1 49°11′35″ s. š., 16°36′36″ v. d.              | Cornelius Strach |
|         | ZDE ŽIL KAREL TOMEŠ NAR. 11.7.1877 ZATČEN 1940 ZAVRAŽDĚN 28.1.1945 V DACHAU                                                                     | Brno, Tomešova 568/6 49°11′44″ s. š., 16°35′33″ v. d.          | Karel Tomeš Starosta Brna v letech 1925 až 1935. |
|         | ZDE ŽILA MARIE TUGENDHATOVÁ NAR. 9.6.1869 DEPORTOVÁNA 29.3.1942 DO TEREZÍNA ZAVRAŽDĚNA 1942 V TREBLINCE                                         | Brno, Antonína Slavíka 9/01 49°12′17″ s. š., 16°36′53″ v. d.   | Marie Tugendhatová, rozená Fleischerová |
|         | ZDE ŽIL Prof. PhDr. JOSEF TVRDÝ NAR. 19.9.1877 VĚZNĚN V BRNĚ 1941 DEPORTOVÁN DO MAUTHAUSENU ZAVRAŽDĚN 13.3.1942 V MAUTHAUSENU                   | Brno, Tvrdého 8/02 49°11′47″ s. š., 16°35′24″ v. d.            | Prof. PhDr. Josef Tvrdý |
|         | ZDE ŽIL EMIL VALČÍK NAR. 18.9.1909 BRATR PARAŠUTISTY JOSEFA VALČÍKA ZAVRAŽDĚN 24.10.1942 V MAUTHAUSENU                                          | Brno, Havlíčkova 169/71 49°12′6″ s. š., 16°34′44″ v. d.        | Emil Valčík bratr parašutisty Josefa Valčíka z výsadku Silver A |
|         | ZDE ŽILA ANNA VALČÍKOVÁ ROZ. LEŽÁKOVÁ NAR. 11.1.1911 ZAVRAŽDĚNA 24.10.1942 V MAUTHAUSENU                                                        | Brno, Havlíčkova 169/71 49°12′6″ s. š., 16°34′44″ v. d.        | Anna Valčíková švagrová parašutisty Josefa Valčíka z výsadku Silver A |
|         | ZDE ŽIL Ing. FRANTIŠEK WENZL Dr.h.c. NAR. 28.4.1899 ZATČEN 5.5.1942 POPRAVEN 9.6.1942 V BRNĚ KOUNICOVY KOLEJE                                   | Brno, Mášova 21/01 49°12′4″ s. š., 16°36′19″ v. d.             | Ing. František Wenzl dr. h. c. |

## Bučovice
V Bučovicích se nachází tyto kameny zmizelých:
| Obrázek | Nápis | Bydliště                                   | Jméno, život         |
| ------- | --- | ------------------------------------------ | -------------------- |
|         | ZDE ŽIL JOSEF TRAKATSCH NAR. 12.2.1919 DEPORTOVÁN 14.9.1943 DO TEREZÍNA 18.5.1944 DO OSVĚTIMI ZAVRAŽDĚN 20.4.1945 V SCHWARZHEIDE                  | Bučovice, Komenského ulice, dříve Židovská | Josef Trakatsch      |
|         | ZDE ŽILA ISABELA TRAKATSCHOVÁ ROZ. MORAWETZ NAR. 11. 12. 1895 DEPORTOVÁNA 4. 4. 1942 DO TEREZÍNA 23. 4. 1942 DO LUBLINU ZAVRAŽDĚNA 1942 V LUBLINU | Bučovice, Komenského ulice                 | Isabela Trakatschová |
|         | ZDE ŽIL HERMAN LANG NAR. 8. 9. 1864 DEPORTOVÁN 4. 4. 1942 DO TEREZÍNA 15. 10.1945 DO TREBLINKY ZAVRAŽDĚN 1942 V TREBLINCE                         | Bučovice, Legionářská ulice                | Herman Lang          |
|         | ZDE ŽILA FRANTIŠKA KALOUSKOVÁ ROZ. LANGOVÁ NAR. 27. 11. 1902 ZATČENA GESTAPEM 1941 ZAVRAŽDĚNA 6. 3. 1942 V RAVENSBRÜCKU                           | Bučovice, Legionářská ulice                | Františka Kalousková |

## Hodonín
V Hodoníně se nachází tyto kameny zmizelých:
| Obrázek | Nápis | Bydliště                                                     | Jméno, život                        |
| ------- | --- | ------------------------------------------------------------ | ----------------------------------- |
|         | ZDE ŽIL JULIUS HOITAŠ NAR. 1877 DEPORTOVÁN 1943 DO TEREZÍNA ZAVRAŽDĚN 6. 9. 1943 V OSVĚTIMI                       | Hodonín, Národní třída 380/23 48°51′4″ s. š., 17°7′36″ v. d. | Julius Hoitaš                       |
|         | ZDE ŽILA BERTA HOITAŠOVÁ ROZ. FLEISSIGOVÁ NAR. 1881 DEPORTOVÁNA 1943 DO TEREZÍNA ZAVRAŽDĚNA 6. 9. 1943 V OSVĚTIMI | Hodonín, Národní třída 380/23                                | Berta Hoitašová, rozená Fleissigová |
|         | ZDE ŽIL WALTER HOITAŠ NAR. 1902 DEPORTOVÁN 1943 DO TEREZÍNA ZAVRAŽDĚN 6. 9. 1943 V OSVĚTIMI                       | Hodonín, Národní třída 380/23                                | Walter Hoitaš                       |

## Kyjov
V Kyjově se nachází tyto kameny zmizelých:
| Obrázek | Nápis                                                              | Bydliště                                                    | Jméno, život                        |
| ------- | ------------------------------------------------------------------ | ----------------------------------------------------------- | ----------------------------------- |
|         | Regina Joklová Narozena 20.12.1856 Zavražděna v Terezíně 23.1.1943 | Kyjov, Jungmannova 217 49°0′31″ s. š., 17°7′24″ v. d.       | Regina Joklová roz. Sonnenscheinová |
|         |                                                                    | Kyjov, Masarykovo náměstí 16 49°0′35″ s. š., 17°7′24″ v. d. | Pavel Bader                         |
|         |                                                                    | Kyjov, Masarykovo náměstí 16 49°0′35″ s. š., 17°7′24″ v. d. | Jiří Bader                          |
|         |                                                                    | Kyjov, Masarykovo náměstí 16 49°0′35″ s. š., 17°7′24″ v. d. | Anežka Tauberová                    |
|         |                                                                    | Kyjov, Masarykovo náměstí 16 49°0′35″ s. š., 17°7′24″ v. d. | Erika Tauberová                     |
|         |                                                                    | Kyjov, Masarykovo náměstí 16 49°0′35″ s. š., 17°7′24″ v. d. | Hanuš Tauber                        |

## Lomnice
V Lomnici se nacházejí tyto kameny zmizelých:
| Obrázek | Nápis | Bydliště                                                  | Jméno, život                       |
| ------- | --- | --------------------------------------------------------- | ---------------------------------- |
|         | ZDE ŽIL ARNOŠT BLEIWEIS NAR. 1914 1942 VSTOUPIL DO ARMÁDY PADL 8.3.1943 V BITVĚ U SOKOLOVA                    | Lomnice, Josefa Uhra 198 49°24′22″ s. š., 16°24′41″ v. d. | Arnošt Bleiweis                    |
|         | ZDE ŽIL JINDŘICH BLEIWEIS NAR. 1879 DEPORTOVÁN 1942 DO TEREZÍNA 1942 DO REJOWIECE ZAVRAŽDĚN                   | Lomnice, Josefa Uhra 198                                  | Jindřich Bleiweis                  |
|         | ZDE ŽILA AUGUSTA BLEIWEISOVÁ NAR. 1907 DEPORTOVÁNA 1942 DO TEREZÍNA 1942 DO REJOWIECE ZAVRAŽDĚNA              | Lomnice, Josefa Uhra 198                                  | Augusta Bleiweisová                |
|         | ZDE ŽILA BERTA BLEIWEISOVÁ NAR. 1880 DEPORTOVÁNA 1942 DO TEREZÍNA 1942 DO REJOWIECE ZAVRAŽDĚNA                | Lomnice, Josefa Uhra 198                                  | Berta Bleiweisová                  |
|         | ZDE ŽIL JUDR. JAN LÍBEZNÝ NAR. 1923 DEPORTOVÁN 1942 DO TEREZÍNA 1944 DO OSVĚTIMI PŘEŽIL                       | Lomnice, Josefa Uhra 231 49°24′23″ s. š., 16°24′43″ v. d. | JUDr. Jan Líbezný                  |
|         | ZDE ŽILA LILLY LUISA LIEBESNÁ NAR. 1927 DEPORTOVÁNA 1942 DO TEREZÍNA ZAVRAŽDĚNA 1944 V OSVĚTIMI               | Lomnice, Josefa Uhra 231                                  | Lilly Luisa Liebesná               |
|         | ZDE ŽILA MARKÉTA LIEBESNÁ ROZ. WEISSBARTOVÁ NAR. 1898 DEPORTOVÁNA 1942 DO TEREZÍNA ZAVRAŽDĚNA 1944 V OSVĚTIMI | Lomnice, Josefa Uhra 231                                  | Markéta Liebesná roz. Weissbartová |
|         | ZDE ŽIL OTTO LIEBESNÝ NAR. 1894 DEPORTOVÁN 1942 DO TEREZÍNA ZAVRAŽDĚN 1944 V OSVĚTIMI                         | Lomnice, Josefa Uhra 231                                  | Otto Liebesný                      |
|         | ZDE ŽILA IDA WEISSBARTOVÁ ROZ. POPPEROVÁ NAR. 1876 DEPORTOVÁNA 1942 DO TEREZÍNA ZAVRAŽDĚNA 1942 V IZBICI      | Lomnice, Josefa Uhra 231                                  | Ida Weissbartová roz. Popperová    |

## Mikulov
V Mikulově se nacházejí tyto kameny zmizelých:
| Obrázek | Nápis | Bydliště                                              | Jméno, život                  |
| ------- | --- | ----------------------------------------------------- | ----------------------------- |
|         | ZDE ŽILA HANA HLAVENKOVÁ ROZ. PISKOVÁ NAR. 1925 DEPORTOVÁNA 1942 DO TEREZÍNA DO OSVĚTIMI 1945 POCHOD SMRTI DO BERGEN-BELSENU PŘEŽILA | Mikulov, Koněvova 42 48°48′22″ s. š., 16°38′29″ v. d. | Hana Hlavenková roz. Pisková  |
|         | ZDE ŽILA ANNA PISKOVÁ ROZ. KARPELESOVÁ NAR. 1868 DEPORTOVÁNA 1942 DO TEREZÍNA ZAVRAŽDĚNA 1944 VE VARŠAVĚ                             | Mikulov, Husova 84/9 48°48′28″ s. š., 16°38′10″ v. d. | Anna Pisková roz. Karpelesová |
|         | ZDE ŽILA HILDA PISKOVÁ ROZ. PASCHKEOVÁ NAR. 1898 DEPORTOVÁNA 1942 DO TEREZÍNA ZAVRAŽDĚNA 1944 V OSVĚTIMI                             | Mikulov, Koněvova 42 48°48′22″ s. š., 16°38′29″ v. d. | Hilda Pisková roz. Paschkeová |

## Miroslav
V Miroslavi se nacházejí tyto kameny zmizelých:
| Obrázek | Nápis | Bydliště                                                   | Jméno, život                        |
| ------- | --- | ---------------------------------------------------------- | ----------------------------------- |
|         | ZDE ŽILA MARTA HERZOGOVÁ ROZ. WEINBERGEROVÁ NAR. 13. 10. 1898 DEPORTOVÁNA 22. 12. 1942 DO TEREZÍNA ZAVRAŽDĚNA 1943 V OSVĚTIMI | Miroslav, Kostelní 203/22 48°56′56″ s. š., 16°18′45″ v. d. | Marta Herzogová, roz. Weinbergerová |
|         | ZDE ŽILA HANA HERZOGOVÁ NAR. 23. 9. 1925 DEPORTOVÁNA 22. 12. 1942 DO TEREZÍNA ZAVRAŽDĚNA 1943 V OSVĚTIMI                      | Miroslav, Kostelní 203/22 48°56′56″ s. š., 16°18′45″ v. d. | Hana Herzogová                      |
|         | ZDE ŽILA RUTH HERZOGOVÁ NAR. 9. 1. 1932 DEPORTOVÁNA 22. 12. 1942 DO TEREZÍNA ZAVRAŽDĚNA 1943 V OSVĚTIMI                       | Miroslav, Kostelní 203/22 48°56′56″ s. š., 16°18′45″ v. d. | Ruth Herzogová                      |

## Slavkov u Brna
Ve Slavkově u Brna se nacházejí tyto kameny zmizelých:
| Obrázek | Nápis                                                                             | Bydliště                                                            | Jméno, život |
| ------- | --------------------------------------------------------------------------------- | ------------------------------------------------------------------- | ------------ |
|         | ZDE ŽIL EMIL STRACH NAR. 1884 DEPORTOVÁN 1942 DO TEREZÍNA ZAVRAŽDĚN 1942 V IZBICI | Slavkov u Brna, Palackého náměstí 77 49°9′8″ s. š., 16°52′38″ v. d. | Emil Strach  |

## Šlapanice
Ve Šlapanicích se nacházejí tyto kameny zmizelých:
| Obrázek | Nápis | Bydliště                                                               | Jméno, život         |
| ------- | --- | ---------------------------------------------------------------------- | -------------------- |
|         | ZDE ŽIL RUDOLF MERHOUT NAR. 27.2.1899 ZATČEN GESTAPEM 5.3.1942 UMUČEN 25.8.1942 V OSVĚTIMI                    | Šlapanice u Brna, Čechova 413/69 49°9′55″ s. š., 16°43′23″ v. d.       | Rudolf Merhout       |
|         | ZDE ŽIL AMBROŽ RICHTER NAR. 6.12.1878 ZATČEN GESTAPEM 16.4.1941 UMUČEN 19.11.1941 V MAUTHAUSENU               | Šlapanice u Brna, Nádražní 502/88 49°9′44″ s. š., 16°43′39″ v. d.      | Ambrož Richter       |
|         | ZDE ŽIL THEODOR SLOUKA NAR. 17.12.1884 ZATČEN GESTAPEM 28.4.1943 ZAHYNUL 26.11.1944 V ST. GEORGEN-BAYREUTHU   | Šlapanice u Brna, Husova 720/4 49°9′28″ s. š., 16°43′41″ v. d.         | Theodor Slouka       |
|         | ZDE ŽIL OLDŘICH ŠTĚRBA NAR. 26.1.1902 ZATČEN GESTAPEM 24.2.1942 POPRAVEN 16.6.1942 V KOUNICOVÝCH KOLEJÍCH     | Šlapanice u Brna, Brněnská 1 49°9′57″ s. š., 16°43′20″ v. d.           | Oldřich Štěrba       |
|         | ZDE ŽIL MUDr. EMANUEL ZEISEL NAR. 14.8.1900 DEPORTOVÁN 28.4.1942 DO ZAMOŚĆE                                   | Šlapanice u Brna, Čechova 1120/23 49°9′55″ s. š., 16°43′38″ v. d.      | MUDr. Emanuel Zeisel |
|         | ZDE ŽILA MUDr. VĚRA ZEISELOVÁ NAR. 20.11.1902 DEPORTOVÁNA 28.4.1942 DO ZAMOŚĆE                                | Šlapanice u Brna, Čechova 1120/23 49°9′55″ s. š., 16°43′38″ v. d.      | MUDr. Věra Zeiselová |
|         | ZDE ŽIL THEODOR ZEISEL NAR. 17.3.1930 DEPORTOVÁN 28.4.1942 DO ZAMOŚĆE                                         | Šlapanice u Brna, Čechova 1120/23 49°9′55″ s. š., 16°43′38″ v. d.      | Theodor Zeisel       |
|         | ZDE ŽIL MUDr. JOSEF ZEISEL NAR. 5.4.1872 DEPORTOVÁN 19.3.1942 ZAHYNUL 22.5.1942 V TEREZÍNĚ                    | Šlapanice u Brna, Čechova 1120/23 49°9′55″ s. š., 16°43′38″ v. d.      | MUDr. Josef Zeisel   |
|         | ZDE ŽIL OLDŘICH ZEMAN NAR. 21.6.1894 ZATČEN GESTAPEM 12.8.1941 UMUČEN 22.12.1941 V OSVĚTIMI                   | Šlapanice u Brna, Nádražní 350/17 49°9′54″ s. š., 16°43′36″ v. d.      | Oldřich Zeman        |
|         | ZDE ŽIL VLADIMÍR JEDLA NAR. 4. 1. 1899 ZATČEN GESTAPEM 31. 5. 1942 POPRAVEN 2. 6. 1942 V KOUNICOVÝCH KOLEJÍCH | Šlapanice u Brna, Nádražní 1139/43 49°9′49″ s. š., 16°43′38″ v. d.     | Vladimír Jedla       |
|         | ZDE ŽIL ANTONÍN PĚTA NAR. 13.8.1907 ZATČEN GESTAPEM 3.3.1942 POPRAVEN 22.2.1945 V PRAZE NA PANKRÁCI           | Šlapanice u Brna, Nádražní 511/94 49°9′43″ s. š., 16°43′39″ v. d.      | Antonín Pěta         |
|         | ZDE ŽIL JOSEF SEDMÍK NAR. 17.7.1911 ZATČEN GESTAPEM 26.6.1941 UMUČEN 19.5.1942 V MAUTHAUSENU                  | Šlapanice u Brna, Nádražní 540/108 49°9′42″ s. š., 16°43′40″ v. d.     | Josef Sedmík         |
|         | ZDE ŽIL JAN NOVÁK NAR. 24.12.1873 ZATČEN GESTAPEM 10.8.1943 ZAHYNUL 29.5.1944 VE ŠTÝRSKÉM HRADCI              | Šlapanice u Brna, Husova 721/2 49°9′29″ s. š., 16°43′42″ v. d.         | Jan Novák            |
|         | ZDE ŽIL FRANTIŠEK SAPÁK NAR. 14.4.1904 ZATČEN GESTAPEM 26.6.1941 UMUČEN 7.7.1942 V MAUTHAUSENU                | Šlapanice u Brna, Bedřichovická 72/29 49°10′17″ s. š., 16°43′30″ v. d. | František Sapák      |
|         | ZDE ŽIL JOSEF MAZÁLEK NAR. 15.2.1896 ZATČEN GESTAPEM 22.4.1942 UMUČEN 14.7.1942 V MAUTHAUSENU                 | Šlapanice u Brna, Komenského 72/29 49°10′ s. š., 16°43′24″ v. d.       | Josef Mazálek        |

## Tišnov
V Tišnově se nacházejí tyto kameny zmizelých:
| Obrázek | Nápis | Bydliště                                                | Jméno, život                     |
| ------- | --- | ------------------------------------------------------- | -------------------------------- |
|         | ZDE ŽIL ALFRÉD KELLNER NAR. 1883 DEPORTOVÁN 1942 DO TEREZÍNA ZAVRAŽDĚN 1942 V REJOWIECI                      | Tišnov, Jungmannova 86 49°20′58″ s. š., 16°25′13″ v. d. | Alfréd Kellner                   |
|         | ZDE ŽIL JAKOB KELLNER NAR. 1873 DEPORTOVÁN 1942 DO TEREZÍNA ZAVRAŽDĚN 1944 V OSVĚTIMI                        | Tišnov, Jungmannova 86                                  | Jakob Kellner                    |
|         | ZDE ŽILA HEDVIKA KELLNEROVÁ ROZ. ZEISLOVÁ NAR. 1888 DEPORTOVÁNA 1942 DO TEREZÍNA ZAVRAŽDĚNA 1942 TAMTÉŽ      | Tišnov, Jungmannova 86                                  | Hedvika Kellnerová roz. Zeislová |
|         | ZDE ŽILA HELENA KELLNEROVÁ ROZ. HAUSELOVÁ NAR. 1888 DEPORTOVÁNA 1942 DO TEREZÍNA ZAVRAŽDĚNA 1942 V REJOWIECI | Tišnov, Jungmannova 86                                  | Helena Kellnerová roz. Hauselová |
|         | ZDE ŽILA TEREZIE KELLNEROVÁ NAR. 1890 DEPORTOVÁNA 1942 DO TEREZÍNA ZAVRAŽDĚNA 1942 V OSVĚTIMI                | Tišnov, Jungmannova 86                                  | Terezie Kellnerová               |
|         | ZDE ŽIL LEOPOLD ÖSTEREICHER NAR. 1894 DEPORTOVÁN 1942 DO TEREZÍNA ZAVRAŽDĚN 1944 V OSVĚTIMI                  | Tišnov, Klášterská 355                                  | Leopold Österreicher             |
|         | ZDE ŽIL ALFRED POLLAK NAR. 1887 DEPORTOVÁN 1942 DO TEREZÍNA ZAVRAŽDĚN 1942 V LUBLINU                         | Tišnov, Dvořáčkova 66                                   | Alfred Pollak                    |
|         | ZDE ŽILA ANNA LIBUŠE POLLAKOVÁ NAR. 1938 DEPORTOVÁNA 1942 DO TEREZÍNA ZAVRAŽDĚNA 1942 V LUBLINU              | Tišnov, Dvořáčkova 66                                   | Anna Libuše Pollaková            |
|         | ZDE ŽILA EMA POLLAKOVÁ NAR. 1900 DEPORTOVÁNA 1942 DO TEREZÍNA ZAVRAŽDĚNA 1942 V REJOWIECI                    | Tišnov, Dvořáčkova 66                                   | Ema Pollaková                    |
|         | ZDE ŽILA HELENA POLLAKOVÁ ROZ. MANDLOVÁ NAR. 1897 DEPORTOVÁNA 1942 DO TEREZÍNA ZAVRAŽDĚNA 1942 V LUBLINU     | Tišnov, Dvořáčkova 66                                   | Helena Pollaková roz. Mandlová   |
|         | ZDE ŽILA RŮŽENA NADĚŽDA POLLAKOVÁ NAR. 1935 DEPORTOVÁNA 1942 DO TEREZÍNA ZAVRAŽDĚNA 1942 V LUBLINU           | Tišnov, Dvořáčkova 66                                   | Růžena Naděžda Pollaková         |
|         | ZDE ŽILA ŽOFIE SPITZOVÁ NAR. 1867 DEPORTOVÁNA 1942 DO TEREZÍNA ZAVRAŽDĚNA 1942 TAMTÉŽ                        | Tišnov, Brněnská 1710                                   | Žofie Spitzová                   |
|         | ZDE ŽIL ARNOLD STRÁNSKÝ NAR. 1882 DEPORTOVÁN 1942 DO TEREZÍNA ZAVRAŽDĚN 1944 V IZBICI                        | Tišnov, Brněnská 9                                      | Arnold Stránský                  |
|         | ZDE ŽIL HEŘMAN STRÁNSKÝ NAR. 1910 DEPORTOVÁN 1942 DO TEREZÍNA ZAVRAŽDĚN 1944 V MAJDANKU                      | Tišnov, Brněnská 9                                      | Heřman Stránský                  |
|         | ZDE ŽIL JIŘÍ STRÁNSKÝ NAR. 1921 DEPORTOVÁN 1943 DO TEREZÍNA ZAVRAŽDĚN 1944 V SCHWARZHEIDE                    | Tišnov, Brněnská 9                                      | Jiří Stránský                    |

## Třebíč
V Třebíči se nacházejí tyto kameny zmizelých: 33 stolpersteinů do roku 2022 včetně.
| Obrázek | Nápis | Bydliště                   | Jméno, život    |
| ------- | --- | -------------------------- | --------------- |
|         | ZDE ŽILA ANNA INGBEROVÁ ROZ. TAÜSSIGOVÁ NAR. 1912 DEPORTOVÁNA 1943 DO TEREZÍNA ZAVRAŽDĚNA 1943 V OSVĚTIMI | Karlovo náměstí 22, Třebíč | Anna Ingberová  |
|         | ZDE ŽIL WALTER FÜRNBERG NAR.1898 DEPORTOVÁN 1943 DO OSVĚTIMI ZAVRAŽDĚN 1943                               | L. Pokorného 2, Třebíč     | Walter Fürnberg |
|         | ZDE ŽIL ARNOŠT BENEŠ NAR.1900 DEPORTOVÁN 1943 DO OSVĚTIMI ZAVRAŽDĚN 1943                                  | L. Pokorného 15, Třebíč    | Arnošt Beneš    |

## Vracov
Ve Vracově se nacházejí tyto kameny zmizelých:
| Obrázek | Nápis                                                                     | Bydliště                                       | Jméno, život                    |
| ------- | ------------------------------------------------------------------------- | ---------------------------------------------- | ------------------------------- |
|         | Zde žila Gizela Schneerová Odvlečena do Osvětimi Zavražděna               | Vracov, Okružní 48°58'25.488"N, 17°12'56.703"E | Gizela Schneerová               |
|         | Zde žili Růžena Schneerová Karel Schneer Odvlečeni do Osvětimi Zavražděni | Vracov, Okružní 48°58'25.488"N, 17°12'56.703"E | Růžena Schneerová Karel Schneer |
|         | Zde žili Helena Schneerová Ervin Schneer Odvlečeni do Osvětimi Zavražděni | Vracov, Okružní 48°58'25.488"N, 17°12'56.703"E | Helena Schneerová Ervin Schneer |
|         | Zde žila rodina Graulova Odvlečena do Osvětimi Zavražděni                 | Vracov, Okružní 48°58'32.709"N, 17°12'38.491"E | rodina Graulova                 |
|         | Zde žila rodinaMayerova Odvlečena do Osvětimi Zavražděni                  | Vracov, Okružní 48°58'33.958"N, 17°12'33.895"E | rodina Mayerova                 |

## Znojmo
Ve Znojmě se nacházejí tyto kameny zmizelých:
| Obrázek | Nápis | Bydliště                                                   | Jméno, život                   |
| ------- | --- | ---------------------------------------------------------- | ------------------------------ |
|         | ZDE BYDLEL JIŘÍ ALEXANDER WEINBERGER NAR. 1929 ÚTĚK PŘED ZATČENÍM DEPORTACÍ 1942 SLOVENSKO, MAĎARSKO OSUD NEZNÁMÝ         | Znojmo, Rudoleckého 859/21 48°51′11″ s. š., 16°3′25″ v. d. | Jiří Alexander Weinberger      |
|         | ZDE BYDLELA IRENA WEINBERGER ROZ. HOFFMANN NAR. 1929 ÚTĚK PŘED ZATČENÍM A DEPORTACÍ 1942 SLOVENSKO, MAĎARSKO OSUD NEZNÁMÝ | Znojmo, Rudoleckého 859/21                                 | Irena Weinberger roz. Hoffmann |

## Židlochovice
V Židlochovicích se nacházejí tyto kameny zmizelých:
| Obrázek | Nápis | Bydliště                                                      | Jméno, život                           |
| ------- | --- | ------------------------------------------------------------- | -------------------------------------- |
|         | ZDE ŽIL RICHARD BURIAN NAR. 27.7.1887 DEPORTOVÁN 4.4.1942 DO TEREZÍNA ZAVRAŽDĚN 1942 V REJOWIECI                       | Židlochovice, náměstí Míru 156 49°2′13″ s. š., 16°37′2″ v. d. | Richard Burian                         |
|         | ZDE ŽILA CHARLOTTA BURIANOVÁROZ. HACZEKOVÁ NAR. 27.9.1875 DEPORTOVÁNA 4.4.1942 DO TEREZÍNA ZAVRAŽDĚNA 1942 V REJOWIECI | Židlochovice, náměstí Míru 156 49°2′13″ s. š., 16°37′2″ v. d. | Charlotta Burianová, rozená Haczeková  |
|         | ZDE ŽILA GERTRUDA BURIANOVÁ NAR. 29.5.1920 DEPORTOVÁNA 4.4.1942 DO TEREZÍNA ZAVRAŽDĚNA 1942 V REJOWIECI                | Židlochovice, náměstí Míru 156 49°2′13″ s. š., 16°37′2″ v. d. | Gertruda Burianová                     |
|         | ZDE ŽILA IRMA BURIANOVÁROZ. STEINOVÁ NAR. 1.5.1890 DEPORTOVÁNA 4.4.1942 DO TEREZÍNA ZAVRAŽDĚNA 1942 V REJOWIECI        | Židlochovice, náměstí Míru 156 49°2′13″ s. š., 16°37′2″ v. d. | Irma Burianová, rozená Steinová        |
|         | ZDE ŽILA HILDA KRAUSOVÁROZ. BURIANOVÁ NAR. 27.10.1914 DEPORTOVÁNA 4.4.1942 DO TEREZÍNA ZAVRAŽDĚNA 1942 V REJOWIECI     | Židlochovice, náměstí Míru 156 49°2′13″ s. š., 16°37′2″ v. d. | Hilda Krausová, rozená Burianová       |
|         | ZDE ŽIL ALFRED STEINER NAR. 18.11.1875 DEPORTOVÁN 4.4.1942 DO TEREZÍNA ZAVRAŽDĚN 1942 VE VARŠAVĚ                       | Židlochovice, náměstí Míru 27 49°2′13″ s. š., 16°37′6″ v. d.  | Alfred Steiner                         |
|         | ZDE ŽILA OLGA STEINEROVÁROZ. ROSENBERGEROVÁ NAR. 1.1.1887 DEPORTOVÁN 4.4.1942 DO TEREZÍNA ZAVRAŽDĚN 1942 VE VARŠAVĚ    | Židlochovice, náměstí Míru 27 49°2′13″ s. š., 16°37′6″ v. d.  | Olga Steinerová, rozená Rosenbergerová |

## Data pokládání kamenů
Data pokládání kamenů zmizelých v Jihomoravském kraji:
- 9. června 2010: Brno
- 16. června 2011: Brno
- 6. listopadu 2011: Lomnice (Josefa Uhra 231)
- 29. října 2012: Brno[42]
- 30. října 2012: Mikulov
- 19. července 2013: Brno
- 14. září 2013: Lomnice (Josefa Uhra 198)
- 15. září 2014: Slavkov u Brna, Tišnov
- 17. září 2014: Brno
- 19. dubna 2015: Židlochovice
- 15. června 2015: Brno
- 10. září 2015: Brno
- 15. října 2015: Brno
- 8. května 2916: Židlochovice
- 27. června 2016: Brno
- 4. srpna 2016: Znojmo
- 28. května 2017: Brno
- 30. září 2017: Brno[43]
- 12. prosince 2018: Brno
- 7. dubna 2019: Brno
- 25. září 2019: Vracov
- 26. září 2019: Kyjov
- 8. října 2019: Brno
- 7. března 2020: Brno
- 14. června 2020: Brno[44]
- 16. června 2021: Šlapanice
- 5. září 2021: Brno
- 12. června 2022: Brno
- 28. června 2022: Šlapanice
- 2. září 2022: Brno
- 4. září 2022: Brno
- 24. října 2022: Brno
- 11. června 2023: Brno
- 31. srpna 2023: Brno
- 9. března 2024: Miroslav
- 6. září 2024: Brno[45]
- 20. listopadu 2024: Hodonín[46]